# Los Hinojosos
Los Hinojosos är en ort i Spanien.   Den ligger i provinsen Provincia de Cuenca och regionen Kastilien-La Mancha, i den centrala delen av landet, 120 km sydost om huvudstaden Madrid. Los Hinojosos ligger 772 meter över havet och antalet invånare är 1 098.
Terrängen runt Los Hinojosos är platt. Runt Los Hinojosos är det ganska glesbefolkat, med 22 invånare per kvadratkilometer. Närmaste större samhälle är Mota del Cuervo, 12,0 km söder om Los Hinojosos. Trakten runt Los Hinojosos består till största delen av jordbruksmark.